# Jonathan de Guzmán
Jonathan Alexander „Johnny“ de Guzmán (* 13. September 1987 in Toronto, Ontario) ist ein kanadisch-niederländischer Fußballspieler. Der Mittelfeldspieler und 14-malige niederländische A-Nationalspieler steht bei Sparta Rotterdam unter Vertrag.

## Persönliches
De Guzmán wurde als Sohn eines philippinischen Vaters und einer jamaikanischen Mutter in der kanadischen Provinz Ontario geboren. Im Jahr 2008 erhielt er zusätzlich zu seiner kanadischen die niederländische Staatsbürgerschaft. Sein älterer Bruder Julian de Guzmán war ebenfalls Profifußballer und war für die kanadische Nationalmannschaft aktiv, deren Rekordspieler er ist.

## Karriere

### Vereine
Im Alter von zwölf Jahren verließ de Guzmán Kanada in Richtung der Niederlande, wo er fortan für die Jugend von Feyenoord Rotterdam spielte. Sein Debüt im A-Team gab er im Jahr 2005 an seinem 18. Geburtstag im Ligaspiel gegen den SC Heerenveen. Sein erstes Tor in der Eredivisie erzielte de Guzmán am 30. September 2005 im Spiel gegen Willem II Tilburg. Nach elf Jahren bei Feyenoord wechselte er im Juli 2010 zum von Michael Laudrup trainierten RCD Mallorca. Ende August 2011 wechselte de Guzmán zum FC Villarreal. 2014 wechselte de Guzmán zum italienischen Serie-A-Klub SSC Neapel. Im Januar 2016 wurde er bis Saisonende an den Ligakonkurrenten FC Carpi ausgeliehen. Die Saison 2016/17 spielte de Guzmán bei Chievo Verona.
Zur Spielzeit 2017/18 wechselte de Guzmán zum Bundesligisten Eintracht Frankfurt, bei dem er einen Dreijahresvertrag unterschrieb. In seiner ersten Saison wurde er schnell eine feste Größe in der Mannschaft, musste jedoch aufgrund einer im November 2017 erlittenen Schultereckgelenkssprengung mehrere Monate pausieren. Im Mai 2018 gewann er mit der Eintracht nach einem 3:1-Finalsieg gegen den FC Bayern München den DFB-Pokal; de Guzmán stand in diesem Spiel in der Startelf. In der folgenden Spielzeit erzielte er beim 4:1-Heimsieg gegen Hannover 96 am 30. September 2018 seinen ersten Bundesligatreffer und traf bis zum Saisonende zwei weitere Male bei insgesamt 28 Ligaeinsätzen. In der Europa League wurde er in der Spielzeit neunmal aufgeboten und erreichte mit den Frankfurtern das Halbfinale, in dem sie im Elfmeterschießen am FC Chelsea scheiterten. In der Saison 2019/20 spielte de Guzmán zunächst kaum eine Rolle in Frankfurts Kader und brachte es bis zu einer durch die COVID-19-Pandemie erzwungenen Saisonunterbrechung im März 2020 auf lediglich drei Pflichtspieleinsätze. Anschließend kam er bis Saisonende fünf weitere Male zum Einsatz. Nach Saisonende 2019/20 verließ de Guzmán die Eintracht, da sein auslaufender Vertrag nicht verlängert wurde.
Nach rund dreimonatiger Vereinslosigkeit schloss sich de Guzmán Mitte Oktober 2020 dem griechischen Erstligisten OFI Kreta an. Im Sommer 2022 kehrte Guzmán in die Niederlande zurück und schloss sich Sparta Rotterdam an.

### Nationalmannschaft
Nachdem er im Februar 2008 die niederländische Staatsbürgerschaft erhalten hatte, entschied sich de Guzmán, für den niederländischen Verband zu spielen und nahm mit der niederländischen U21 an den Olympischen Sommerspielen 2008 in Peking teil. Im Turnier kam er dreimal zum Einsatz und erreichte mit seiner Mannschaft das Viertelfinale. Insgesamt spielte de Guzmán 15-mal für die U21 und erzielte 6 Tore.
Am 6. Februar 2013 debütierte er beim 1:1 im Freundschaftsspiel gegen Italien unter Bondscoach Louis van Gaal in der A-Nationalmannschaft. Letzterer nominierte de Guzmán in den niederländischen Kader für die Weltmeisterschaft 2014 in Brasilien. Dort wurde er dreimal eingesetzt und belegte mit seinem Team den dritten Platz. Bis 2015 absolvierte de Guzmán 14 Nationalspiele, anschließend wurde er nicht mehr berücksichtigt.

## Erfolge
Feyenoord Rotterdam
- Niederländischer Pokalsieger: 2008

Swansea City
- Englischer Ligapokalsieger: 2013

SSC Neapel
- Italienischer Supercup-Sieger: 2014

Eintracht Frankfurt
- DFB-Pokal-Sieger: 2018

Nationalmannschaft
- Dritter der Weltmeisterschaft: 2014